# Agnieszka Błażek
Agnieszka Błażek – polska językoznawczyni, doktor habilitowany nauk humanistycznych.

## Życiorys
W 2002 r. ukończyła studia filologii germańskiej na Uniwersytecie im. Adama Mickiewicza w Poznaniu, W 2006 r. obroniła pracę doktorską pt. Ewaluacja i pomiar kompetencji interkulturowej przyszłych nauczycieli języka niemieckiego w Polsce, której promotorem był prof. Waldemar Pfeiffer, w 2019 r. habilitowała się na podstawie pracy zatytułowanej Einheit in Vielfalt: Der Bologna-Prozess. Fachlexikologische und fachkommunikative Aspekte.
Została pracownikiem naukowym na Uniwersytecie im. Adama Mickiewicza w Poznaniu.